# Времеплов (филм из 1960)
Времеплов (енгл. The Time Machine) амерички је научнофантастични филм из 1960. године у режији Џорџа Пала, заснован на истоименој новели коју је написао Херберт Џорџ Велс. Главне улоге у филму тумаче Род Тејлор, Алан Јанг и Ивет Мимје. Прича је смештена у викторијанску Енглеску и прати проналазача који конструише машину која му омогућава да путује у далеку будућност. Када се нађе тамо, открива да се човечанство поделило на две врсте: пасивне, детињасте и вегетаријанске Елоије, као и на Морлоке, житеље подземља који се хране Елоима.
Филм је биоскопски објавила компанија Metro-Goldwyn-Mayer 17. августа 1960. године. Наишао је на углавном помешане реакције критичара и освојио је Оскара у категорији за најбоље специјалне ефекте.

## Радња
Дана 5. јануара 1900. четири пријатеља стижу на вечеру у лондонски дом свог пријатеља, проналазача Џорџа. Он је дуго одсутан, а потом се изненада појављује, изгужване одеће и исцрпљен. Он препричава шта му се догодило.
Током њихове претходне вечере у новогодишњој ноћи, Џорџ је изјавио да је време четврта димензија. Он је показао Дејвиду Филбију, др Филипу Хилијеру, Ентонију Брајдвелу и Волтеру Кемпу мали модел времеплова. Када је повукао малу полугу на њему, уређај је убрзо нестао. Џорџ тврди да је уређај отпутовао кроз време, али његови пријатељи су скептични. Група напушта Џорџову кућу, Филби невољно, јер сматра да Џорџ није сав свој. Џорџ се затим повлачи у своју приватну лабораторију у којој се налази времеплов пуне величине.
Џорџ путује напред кроз време, прво у малим етапама, а затим у 1917. годину. Он тамо среће Филбијевог сина Џејмса, који открива да је Филби погинуо у рату. Џорџ се враћа времеплову и зауставља се 1940. током немачког бомбардовања, нашавши се усред „новог рата”. Разочарани Џорџ тада путује у 1966. годину, где налази људе како журе у атомска склоништа док завијају сирене за ваздушни напад. Старији Џејмс Филби позива Џорџа да се склони. Џорџ се једва враћа до свог времеплова док се „атомски сателит” детонира, изазивајући локалну вулканску ерупцију. Лава која се приближава окружује га, хлади се и стврдњава, заробљавајући Џорџа док путује далеко у будућност. На крају остаци лаве нестају, откривајући бујни, нетакнути пејзаж.
Џорџ се зауставља 12. октобра 802.701. године, у близини подножја сфинге. Наилази на младиће и девојке у једноставној одећи окупљене поред потока. Једна девојка, однесена струјом, виче у помоћ. Када њени равнодушни сапутници не учине ништа да јој помогну, Џорџ је спасава. Она му открива да се зове Вина, а њен народ Елои; они не управљају машинама, не раде, не читају и мало знају о својој историји, а храна им је увек обезбеђена. Један младић показује Џорџу библиотеку, али књиге се распадају у прашину када их додирне. Бесан, он одлучује да оде, али његова времеплов је однесен унутар затворене сфинге. Вина, која остаје са њим, каже да су Морлоци одговорни, напомињући да они излазе само ноћу. Морлок грозног изгледа искаче и покушава да одвуче Вину, али га одбија Џорџова упаљена бакља.
Следећег дана, Вина показује Џорџове куполасте структуре које су прошаране пејзажом, ваздушне канале који воде до пећина Морлока. Вина такође показује Џорџу древни музеј у коме „прстенови који говоре” откривају о давном рату између Истока и Запада који је трајао 326 година и контаминирао атмосферу. Други прстен описује борбу човечанства за опстанак; многи људи су живели под земљом, док су се неки на крају вратили на површину. Џорџ схвата да је ово био почетак специјације која је резултовала Морлоцима и Елоима. Почиње да се спушта низ окно, али стаје када се сирене зачују из сфинге. Елои упадају у стање налик трансу и крећу ка отвореним вратима у основи сфинге. Сирене се прекидају и врата се затварају, задржавајући Вину и друге унутра, док они напољу једноставно одлазе.
Џорџ улази у пећине кроз ваздушне отворе. Он открива да Морлоци узгајају Елоије као храну. Проналази Вину и бори се против створења, коначно инспиришући Елоије да се одбране. Џорџ подмеће пожар и позива Елоије да се попну на површину. Он их упућује да бацају гране дрвећа низ окна. Настали пожари изазивају горење пећина, а затим и обрушавање.
Следећег јутра, врата сфинге су отворена, а Џорџ унутра види свој времеплов. Када уђе у сфингу, врата се затварају и Џорџа нападају Морлоци. Он успева да побегне времепловом и враћа се у 1900. годину.
Након што Џорџ исприча своју причу, његови пријатељи остају скептични. Он вади цвет који му је Вина дала, а Филби, ботаничар аматер, каже да му та врста није позната. Џорџ жели својим гостима лаку ноћ, након чега се Филби убрзо након тога врати и налази да су Џорџ и његов времеплов нестали. Његова домаћица, госпођа Вочет, примећује да ништа не недостаје осим три књиге које она не може да идентификује. Када се госпођа Вочет запита да ли ће се Џорџ икада вратити, Филби примећује да „има сво време овог света”.

## Улоге
| Глумац           | Улога            |
| ---------------- | ---------------- |
| Род Тејлор       | Џорџ             |
| Алан Јанг        | Дејвид Филби     |
| Алан Јанг        | Џејмс Филби      |
| Ивет Мимје       | Вина             |
| Себастијан Кабот | др Филип Хилијер |
| Том Хелмор       | Ентони Брајдвел  |
| Вит Бисел        | Волтер Кемп      |
| Дорис Лојд       | госпођа Вочет    |